# Demobotys pervulgalis
Demobotys pervulgalis là một loài bướm đêm trong họ Crambidae.